# Rita Marley
Alpharita Constantia Anderson, connue sous le surnom de Rita Marley, est une musicienne et 
productrice jamaïcaine, née le 25 juillet 1946 à Santiago de Cuba.
Elle est la veuve du chanteur de reggae Bob Marley.
Elle fut membre du trio les I Threes, le chœur des Wailers et du groupe reggae The Soulette.

## Biographie
Rita est née le 25 juillet 1946 à Santiago de Cuba de Leroy Anderson et Cynthia "Beda" Jarrett. Rita Marley a grandi dans la partie haute de Beachwood, à Kingston en Jamaïque. Bob, lui, venait de la basse partie de Trenchtown.
Dans le milieu des années 1960, Rita chantait avec un trio nommé The Soulettes qui enregistrait pour Studio One. Quand elle rencontra Bob Marley, The Soulettes devint I Threes.
Rita s'est mariée avec Bob le 11 février 1966, et elle devint chanteuse pour le chœur du groupe. Elle s'est convertie au mouvement Rasta après avoir vu Haïlé Selassié en visite à Kingston, le 21 avril 1966. Après la mort de Bob en 1981, elle enregistra quelques albums sous son nom avec quelques succès au Royaume-Uni.
Au cinéma, elle a fait une brève apparition en 1989 dans le film "Mighty Quinn" de Carl Schenkel avec Denzel Washington.
Elle a également effectué les chœurs de la chanson Ouelli El Darek, pour le chanteur algérien de musique raï Khaled, dans son album Sahra.
En 2004, elle a publié un récit biographique et autobiographique intitulé No Woman, No Cry: My Life with Bob Marley (Ma vie avec Bob Marley, City Edition, 2004  (ISBN 2-915320-10-1) pour la traduction française), écrit en collaboration avec Hettie Jones.

## Discographie
- 1968 : Pied Piper (single, on Club Ska '67) - Mango
- 1980 : Rita Marley - Trident
- 1981 : Who Feels It Knows It - Shanachie Records
- 1988 : Harambe (Working Together for Freedom) - Shanachie Records
- 1988 : We Must Carry on - Shanachie Records
- 1990 : Beauty of God's - Shanachie Records
- 1990 : Good Girls Cult - Shanachie Records
- 1990 : One Draw - Shanachie Records
- 2003 : Sings Bob Marley...and Friends - Shanachie Records
- 2004 : Play Play - Universal Music Group
- 2005 : Sunshine After Rain
- 2006 : Gifted Fourteen Carnation

## Filmographie
- 2024 : Bob Marley: One Love de Reinaldo Marcus Green (productrice)